# Parhedyloidea
Acochlidoidea is een superfamilie van de Gastropoda (buikpotigen of slakken). 

## Families
- Asperspinidae Rankin, 1979
- Parhedylidae Thiele, 1931